# 坂上弓束
坂上 弓束（さかのうえ の ゆづか/ゆみつか）は、古墳時代の人物。坂上駒子の子。子に坂上首名がいる。職掌として弓作りをしていたと思われる。